# Corbu (Cătina), Buzău
Corbu este un sat în comuna Cătina din județul Buzău, Muntenia, România.